# Boloria marilandica
Boloria marilandica är en fjärilsart som beskrevs av Clark 1941. Boloria marilandica ingår i släktet Boloria och familjen praktfjärilar. Inga underarter finns listade i Catalogue of Life.